# Ewing (Illinois)
Ewing – wieś w Stanach Zjednoczonych, w stanie Illinois, w hrabstwie Franklin.